# Programme international pour l'abolition du travail des enfants
Le programme international pour l'abolition du travail des enfants, couramment abrégé en IPEC (pour International Programme on the Elimination of Child Labour) est un programme de l'Organisation internationale du travail (OIT) visant à l'élimination du travail des enfants dans le monde, créé en 1992. Il fait suite aux conventions de l'OIT à ce sujet et notamment de la convention no 138 sur l'âge minimum pour travailler. Si son objectif ultime est l'élimination complète du travail des enfants, ses priorités sont le travail des filles, des plus jeunes, et les « pires formes de travail des enfants » en convention no 182.

## Actions
Depuis sa création, il a permis la publication de rapports en 1998, 2002 et 2006 donnant pour la première fois une évaluation globale du nombre d'enfants au travail, estimant ainsi que 350 millions d'enfants travaillent dans le monde. Ce programme a également conduit des études sur les différentes formes de travail des enfants (travail domestique, « pires formes de travail » y compris trafic d'enfants, soldat infantil, prostitution infantile et pédopornographie, travail forcé, des plus jeunes, des filles, etc.) ou sur leur impact économique. 
En plus des évaluations globales citées plus haut, le programme coordonne les acteurs autour de plans d'action et tente de trouver des solutions économiques avec les employeurs. Dans son rapport de 2006, l'IPEC estime que « les efforts engagés un peu partout dans le monde pour combattre ce fléau ont donné dimportants résultats », mais qu'une importante mobilisation reste nécessaire.